# Das fliegende Klassenzimmer
Das fliegende Klassenzimmer (en español: El aula voladora) es una película alemana de 1973 dirigida por Werner Jacobs y protagonizada por Joachim Fuchsberger, Heinz Reincke y Diana Körner.
Es una película basada en una novela del mismo nombre de Erich Kästner que fue publicada en 1933. De ella se hicieron 4 adaptaciones cinematográficas y esta es la segunda adaptación al respecto. Las otras adaptaciones se hicieron en 1954, en 2003 y en 2023.

## Argumento
En Bamberg los estudiantes de un internado de ese lugar libran constantemente una guerra con los estudiantes de secundaria locales. Un día esa guerra se intensifica, cuando capturan a Rudi Kreuzkamm, el hijo del director del internado.
Al mismo tiempo se están haciendo los ensayos para la próxima ceremonia de graduación. En ella la pieza "El aula voladora" pretende demostrar lo emocionantes que serían las lecciones de geografía si pudieran impartirse con la ayuda de un avión real.
Sin embargo cuando el pequeño cobarde Uli salta desde el tejado de la escuela en una prueba de coraje autoimpuesta, la celebración parece convertirse en un drama. Pero el profesor de clase Dr. Johannes Bökh muestra comprensión respecto a todo y al final, todo se soluciona y los estudiantes toman un avión a Nairobi para recibir una lección práctica al respecto.

## Reparto
| Actor               | Personaje                                    |
| ------------------- | -------------------------------------------- |
| Joachim Fuchsberger | Dr. Johannes Böhk, conocido como Justus      |
| Heinz Reincke       | Dr. Robert Uthofft, conocido como No Fumador |
| Diana Körner        | Hermana Beate                                |
| Bernd Herzsprung    | Theodor Laban                                |
| Otto Bolesch        | Profesor Kreuzkamm                           |
| Anita Mally         | Inge Kreuzkamm                               |
| Tilo von Berlepsch  | Director Grünkern                            |
| Annemarie Wernicke  | Sra. Kreuzkamm                               |
| Gudula Blau         | Sra. von Simmern                             |
| Wolfgang Schwarz    | Sr. von Simmern                              |

## Producción
La película fue filmada entre el 5 de julio y el 23 de agosto de 1975. Para ello se filmó en Bamberg y en Fráncfort del Meno. También cabe destacar, que en este largometraje no se hicieron rodajes en un estudio.

## Recepción
Hoy en día la obra cinematográfica ha sido valorada en portales cinematográficos. En IMDb, por ejemplo, con 806 votos registrados en ese portal, la película obtiene una media ponderada de 6,6 sobre 10.